# Raiffeisenbank Hirschau
Die Raiffeisenbank Hirschau eG ist eine Genossenschaftsbank mit Sitz in der bayerischen Stadt Hirschau im Landkreis Amberg-Sulzbach.

## Geschichte
Die heutige Raiffeisenbank Hirschau eG wurde am 20. April 1908 unter dem Namen Darlehensverein Hirschau e.G.m.b.H. von 50 Personen aus der Taufe gehoben. Der Eintrag ins Genossenschaftsregister erfolgte am 23. Juni 1908. Im Jahr 1969 weihte die Raiffeisenbank ihr neues Gebäude in Hirschau ein.
Im Jahr 1965 fusionierte die Raiffeisenbank Hirschau eGmbH mit der Raiffeisenkasse Ehenfeld eGmbH mit dem Sitz in Ehenfeld und anschließend im Jahre 1988 fusionierte die dann als Raiffeisenbank Hirschau eG firmierende Bank mit der Raiffeisenbank Schnaittenbach eG mit dem Sitz in Schnaittenbach zur Raiffeisenbank Hirschau-Schnaittenbach eG.
Im Jahr 2000 wurde die Hauptstelle in Hirschau umgebaut.
Im Jahr 2002 erfolgte die Fusion der Raiffeisenbank Hirschau-Schnaittenbach eG mit der Raiffeisenbank Freudenberg eG mit dem Sitz in Freudenberg, die in eine Schieflage geraten war, zur Raiffeisenbank Hirschau eG. Die Raiffeisenbank Freudenberg eG ihrerseits ist aus einer Fusion der Raiffeisenbank Freudenberg eGmbH und der Raiffeisenkasse Pursruck eGmbH mit dem Sitz in Pursruck hervorgegangen, die im Jahr 1966 erfolgt war.
Zum 31. Dezember 2004 wurde das Warengeschäft in Freudenberg geschlossen und Ende 2010 wurden die neu renovierten und barrierefrei umgebauten Geschäftsräume in Schnaittenbach eingeweiht. Die neu renovierten Geschäftsräume in Freudenberg wurden Ende 2011 eingeweiht.

## Rechtsverhältnisse
Die Raiffeisenbank Hirschau eG ist im Genossenschaftsregister beim Amtsgericht Amberg unter GnR 15 eingetragen.

## Organisationsstruktur
Rechtsgrundlagen sind das Genossenschaftsgesetz und die durch die Generalversammlung beschlossene Satzung. Organe der Bank sind der Vorstand, der Aufsichtsrat und die Generalversammlung.

## Sicherungseinrichtung
Die Raiffeisenbank Hirschau eG ist der amtlich anerkannten Sicherungseinrichtung des Bundesverbandes der Deutschen Volksbanken und Raiffeisenbanken GmbH und der zusätzlichen freiwilligen Sicherungseinrichtung des Bundesverbandes der Deutschen Volksbanken und Raiffeisenbanken e.V. angeschlossen.

## Geschäftsausrichtung
Die Raiffeisenbank Hirschau eG betreibt das Universalbankgeschäft. Im Verbundgeschäft arbeitet sie mit der DZ Bank, R+V Versicherung, Bausparkasse Schwäbisch Hall, Teambank, VR Leasing,  DZ Hyp und der Union Investment zusammen.

## Geschäftsgebiet
Das Geschäftsgebiet liegt im Nordosten des Landkreises Amberg-Sulzbach.
An diesen Orten betreibt die Bank Filialen:
- Hirschau (Hauptstelle, jur. Sitz)
- Schnaittenbach (Geschäftsstelle)
- Freudenberg (Geschäftsstelle)